# Knooppunt Vottem
Het knooppunt Vottem is de verkeerswisselaar in België waar de A13/E313 de A3/E40/E25/E42 kruist. Het knooppunt is genoemd naar de plaats Vottem, iets ten noorden van Luik.
In zuidelijke richting vervolgt de A13 zich de stad Luik in via de N655.
| Aansluitende wegen                   | Aansluitende wegen                    | Aansluitende wegen           | Aansluitende wegen | Aansluitende wegen |
| ------------------------------------ | ------------------------------------- | ---------------------------- | ------------------ | ------------------ |
|                                      |                                       | richting Hasselt / Antwerpen |                    |                    |
|                                      |                                       |                              |                    |                    |
| richting Namen / Brussel / Luxemburg | richting Maastricht / Verviers / Aken |                              |                    |                    |
|                                      |                                       |                              |                    |                    |
|                                      |                                       | richting Luik                |                    |                    |

Aalbeke · Antwerpen-Centrum · Antwerpen-Haven · Antwerpen-Noord · Antwerpen-Oost · Antwerpen-West · Antwerpen-Zuid · Arquennes · Battice · Beaufays · Beveren · Bois-d'Haine · Brugge · Cerexhe · Charleroi-Nord · Charleroi-Sud · Cheratte · Daussoulx · Destelbergen · Doornik · Familleureux · Fexhe-Slins · Gent-Centrum · Gouy · Grâce-Hollogne · Groot-Bijgaarden · Hautrage · Hauts-Sarts · Heppignies · Heverlee · Hoog-Itter · Houdeng-Goegnies · Jabbeke · Jemappes · Kortrijk-West · Kortrijk-Zuid · Leonardkruispunt · Loncin · Lummen · Machelen · Marcinelle · Marquain · Merelbeke · Moorsele · Neufchâteau · Ranst · Sint-Stevens-Woluwe · Strombeek-Bever · Thiméon · Ville-sur-Haine · Vottem · Wilrijk-Valaar · Zaventem · Zwijnaarde